# Kambalikoppa, Sagar
Kambalikoppa là một làng thuộc tehsil Sagar, huyện Shimoga, bang Karnataka, Ấn Độ.